# Elisienwaara
Elisienwaara (ros. Элисенваара) – osiedle w Rosji, w Karelii, w rejonie łachdienpochskim. W 2010 liczyło 720 mieszkańców.